# バーンパイン工業団地
バーンパイン工業団地 (タイ語:นิคมอุตสาหกรรมบางปะอิน、英語：Bang Pa-in Industrial Estate）は、1989年に開設したタイのタイ工業団地公社の管理する工業団地の一つ。タイ中部アユタヤ県バーンパイン郡に位置する。

## 管理事務所所在地
アユタヤ県 バーンパイン郡 タムボン・クローンチック、ウドムスラユット通り、ムー2、139 
（139 หมู่ 2 ถนนอุดมสรยุทธ ตำบลคลองจิก อำเภอบางปะอิน จังหวัดพระนครศรีอยุธยา 13160） 
- 各地からの距離
  - バンコクより65km
  - ドンムアン空港より26km
  - クローントゥーイ港より75km
  - スワンナプーム国際空港より75km
  - レームチャバン港より197km
  - マープタープット工業港より270km

## 用地
- 用地面積 - 総面積 313ha（内訳は一般工業区 187.5ha、IEATフリーゾーン 26.5ha、住宅・商業用区 8ha、公共インフラ設備地区 58ha、緑地 32ha） 未分譲5ha

## 施設
- 水道水：チャオプラヤー川から取水。給水能力は12,000㎥/日。
- 電力：タイ地方発電公社から供給。電力供給能力が2X40メガボルトアンペア、22kV。
- 電話：1,024回線 （TT&T）
- 廃水処理 ：活性汚泥方式による共同廃水処理システム。
- ごみ焼却所:5箇所、27,000kg/日
- 道路：幹線道路はアスファルト舗装幅員35m（4車線）、補助幹線道路はアスファルト舗装幅員27.5m（2車線）、商業・住宅区における道路幅員15m（2車線）。
- 洪水対策：開放式の鉄筋コンクリート放水路
- 警備：24時間
- ワンストップサービスセンター（OSOS）:タイ工業団地公社本部およびバーンパイン工業団地事務所にある。

## コジェネレーション発電事業
タイの総合建設会社チョーガーンチャーン社（ช.การช่าง）とタイ石油公社(PTT)の合弁会社バーンパイン・コジェネレーションは本工業団地内に出力119MW、蒸気毎時20tの天然ガスコジェネレーション設備を計画しており、余剰電力はタイ発電公社（EGAT）に売電する予定 
。2013年稼動予定。

## 洪水
（工業団地の被災についてはタイ工業団地公社の2011年タイ北部・中部地域及びバンコク都における降雨・洪水被害の項を参照）
2011年7月から続くタイ北部の大雨によりアユタヤ県内でも洪水が発生し、10月4日にはナコーンルワン郡サハラッタナナコーン工業団地内で冠水し、タイ工業団地公社は団地を閉鎖した。さらに本工業団地においても、10月7日浸水に備えるように入居企業に連絡が行われた。10月14日団地内に浸水。閉鎖された。10月4日ナコーンルワン郡サハラッタナナコーン工業団地、10月8日ローヂャナ・アユタヤ工業団地、10月13日ハイテク工業団地が冠水、閉鎖に続く4件目の工業団地での浸水被害となった。11月21日から大規模な排水・復旧作業が開始された。

## 関連事項
- 工業省 (タイ)
- タイ工業団地公社
- ハイテク工業団地 (アユタヤ県)